# Stefan Wurz
Stefan Wurz (* 24. Oktober 1964 in Karlsruhe) ist ein deutscher Komponist.

## Leben
Wurz studierte Musikwissenschaft und Germanistik und veröffentlichte eine Untersuchung über den Mythos der Femme Fatale in der Oper. Durch die Zusammenarbeit mit freien Theatergruppen beschäftigte er sich zunehmend mit dem Musiktheater.  Neben seiner Tätigkeit als Komponist für Film und Theater arbeitet er als musikalischer Leiter, Arrangeur, Produzent, Gitarrist und Pianist. Seine musikalische Karriere begann zunächst mit einer klassischen Klavierausbildung und als Komponist, Gitarrist und Keyboarder verschiedener Rockbands.
Als erster Komponist vertonte er in Zusammenarbeit mit Librettist Roland Maier 1994 Aldous Huxleys Schöne Neue Welt. Seine Splatteroper Da Capo al Fine wurde beim Musicalwettbewerb Works in Progress 2002 in Hamburg ausgezeichnet. In Zusammenarbeit mit dem tschechischen Produzenten Daniel Landa entstand 2003 das Rockquiem, eine Rockshow nach Mozarts Requiem, die nach der vielbeachteten Premiere in Prag auch in Italien, Ungarn, Norwegen und Deutschland produziert wurde.
Wurz lebt  in Hildesheim.

## Kompositionen

### Musiktheater
- 2016: The Virtual Mirror – Rock ’n’ Games Cross Over Opera (in Arbeit)
- 2010: Brandnacht – Jugendrockmusical
- 2007: Trurls Elektrobarde nach Stanislaw Lem
- 2006: Helle Nächte – romantisches Musical nach Fjodor Michailowitsch Dostojewski
- 2003: Da Capo al Fine – eine Splatteroper
- 2003: Rockquiem – based on W. A. Mozart.
- 1994: Schöne neue Welt – Rockmusical nach Aldous Huxley
- 1993: Alice – Rockmusical nach Lewis Carroll

### Weitere Kompositionen
- 2019: Der Kleine Prinz Theatermusik incl. zahlreicher Songs für das Naturtheater Hayingen
- 2018: Die Schwäbische Odyssee Theatermusik incl. zahlreicher Songs für das Naturtheater Hayingen
- 2017:	Scherben und Papa Haydn - Streichquartette für Quartett PLUS 1
- 2017:	Crossing Bridges - Orchesterwerk für das Staatstheater Kassel
- 2017:	Älles Sicher und OZ – Theatermusik incl. zahlreicher Songs für das Naturtheater Hayingen
- 2016:	Golden Dragon, Golden Snake – Aria and Dance für Anqing Normal University, Anqing, Anhui, China
- 2016:	Höher Schneller Weiter – eine neue Sporthymne, zusammen mit Jugendlichen aus Hannover für die Staatsoper Hannover
- 2016:	Im Wilden Südwesten und Tom Sawyer - Theatermusik incl. zahlreicher Songs für das Naturtheater Hayingen
- 2015:	Pudiera ser...quizás – Tango für Bariton und Tangoorchester nach einem Text von Mario Pinnola
- 2015:	Hannover Sounds - Eine Stadtklangsymphonie für die Staatsoper Hannover
- 2015:	Time Changes – Konzert für Baglama, E-Gitarre und Rockband aus Anlass des 1200jährigen Jubiläums der Stadt Hildesheim
- 2014:	Willkommensgruß und UNESCO Groove Variations for 2 Music Boxes für die UNESCO-Tagung icppr2014
- 2013:	JO - Zahlreiche Songs zusammen mit Jo Schleker
- 2012:	Baroque With You und Indian Smooth Criminal für Stimme und Streichquartett
- 2011:	Credo – eine musikalische Auseinandersetzung für Kirchenorgel und E-Gitarre
- 2011:	American Jesus Suite for String Quartet based on Songs performed by Michael Jackson
- 2008:	La Mariposa – Tango Nuevo
- 2007:	Rilke Lieder - Zwei Weitere Kompositionen
- 2004:	Tenorissimo – 4 Kompositionen/Arrangements für Saimir Pirgu
- 2004:	Martes Martes – Eine Minitrickfilmoper
- 2004:	Heile Welt – Kurzfilm von Klemens Brysch – Filmmusik
- 2002:	Heaven Fears Freedom – Animationsfilm von Chrysis Lengen – Filmmusik
- 2001:	Ikarus – Animationsfilm von Jan Schönfelder – Filmmusik
- 1998:	McMeier – Schweinkram – Kabarettmusik
- 1997: Spieler – Animationsfilm von Jan Schönfelder – Filmmusik
- 1997: FIN(N)ISH – Kurzfilm von Klemens Brysch – Filmmusik
- 1995: McMeiers niveauvolle Kneipe – Kabarettmusik
- 1992:	Rilke-Lieder – Sieben Lieder nach Gedichten von Rainer Maria Rilke

## Schriften
- Kundry, Salome, Lulu – Femmes fatales im Musikdrama. Peter Lang Verlag, Frankfurt am Main 2000, ISBN 3-631-36741-4 (zugl. Magisterarbeit, Universität Karlsruhe 1999)